# جویس ویت
 جویس ویت (انگلیسی: Joyce DeWitt؛ زادهٔ ۲۳ آوریل ۱۹۴۹) یک هنرپیشه اهل ایالات متحده آمریکا است. وی از سال ۱۹۷۲ میلادی تاکنون مشغول فعالیت بوده‌است.